# Rynek w Ińsku
Rynek w Ińsku (niem. Markt) – nieistniejący już prostokątny plac na terenie Starego Miasta w Ińsku. Od południowego wschodu ograniczony był ulicą Bohaterów Warszawy, od zachodu aleją Papieża Jana Pawła II, a od północy ulicą Spółdzielczą.

## Historia
Główny rynek najstarszej części miasta. W XIV wieku przy rynku zbudowano farę miejską. Została ona zburzona wraz ze starym ratuszem w latach 50. XIX wieku i zastąpiona nowym kościołem w stylu neogotyckim. Zabudowa rynku uległa zniszczeniu w czasie II wojny światowej oraz tuż po niej, kiedy Armia Czerwona dokonała dewastacji ocalałych obiektów. Po przyłączeniu miasta do Polski rozebrano całą zabudowę rynku, pozostawiając jedynie ruiny kościoła. Zostały one rozebrane dopiero w 1953 r. Nie wzniesiono nowych obiektów, zagospodarowując kwartały przylegające do rynku zielenią. Współcześnie w miejscu rynku znajduje się skwer i przystanek autobusowy.